# Панкхёрст, Эммелин
Эммелин Панкхёрст (англ. Emmeline Pankhurst; 15 июля 1858, Манчестер, Англия — 14 июня 1928) — британская общественная и политическая деятельница, защитница прав женщин, лидер британского движения суфражисток, сыграла важную роль в борьбе за избирательные права женщин. Дочери Сильвия, Адела, Кристабель продолжили её дело.
В 1999 году журнал «Тайм» включил Панкхёрст в число ста самых выдающихся людей XX века, отметив: «Она создала образ женщины нашего времени, перенеся общество в новое измерение, откуда нет возврата». И хотя она довольно часто подвергалась критике из-за собственного агрессивного, воинственного стиля, её жизненные свершения признаны большинством ключевыми в деле расширения избирательных прав женщин в Великобритании. Вместе с тем, до сих пор среди историков нет единодушия относительно реального воздействия её деятельности на общественную поддержку борьбы за право голоса.
Эммелин Панкхёрст родилась и выросла в Манчестере. Её родители принадлежали к политически активной части английского общества, поэтому неудивительно, что с суфражистским движением Эммелин познакомилась уже в восьмилетнем возрасте. Родители готовили её к тихой семейной жизни, роли жены и матери, однако это не помешало ей учиться в педагогической школе в Париже. В 1878 году она вышла замуж за барристера Ричарда Панкхёрста, известного своей поддержкой кампании за избирательные права женщин; в браке она родила пятерых детей. Панкхёрст активно способствовала светской деятельности женщин, и в 1889 году супруги основали Лигу за избирательные права женщин. Когда организация распалась, Эммелин попыталась войти в ряды левой Независимой лейбористской партии с помощью своих дружественных связей с социалистом К. Харди, однако одна из местных ячеек партии отказала ей в членстве исходя из половой принадлежности заявителя. Она также работала в попечительском совете по делам бедных, где была потрясена ужасными условиями в Манчестерском работном доме.
В 1903 году, уже после смерти мужа, Панкхёрст основала Женский социально-политический союз (англ. Women’s Social and Political Union), активистскую организацию, ведущую борьбу за предоставление женщинам избирательных прав, девизом которой было «не словом, а делом».
Союз представлял собой независимую, даже оппозиционную силу по отношению к большинству британских политических партий. Объединение быстро завоевало скандальную репутацию, поскольку его участницы разбивали окна и нападали на полицейских. Панкхёрст вместе со своими дочерьми неоднократно приговаривалась к лишению свободы. В тюрьмах она объявляла голодовку, требуя улучшения условий содержания осуждённых. Антагонизм между правительством и ЖСПС только обострился с приходом к руководству организацией старшей дочери Панкхёрст Кристабель. Совершение поджогов и взрывов со временем стало привычной тактикой феминистского объединения, что привело к общему осуждению семьи Панкхёрстов со стороны более умеренных организаций. В 1913 году несколько известных представителей ЖСПС вышли из организации, в том числе и две младшие дочери Панкхёрст — Адела и Сильвия. Разлад в семейных отношениях так никогда уже и не был улажен.
С началом Первой мировой войны Эммелин и Кристабель выступили с требованием о прекращении воинствующего суфражистского движения в поддержку британского правительства в борьбе с «немецкой угрозой». Они призвали женщин содействовать промышленному производству и всячески поощряли юношей идти на фронт. В 1918 году актом парламента было предоставлено право голоса всем женщинам старше 30 лет. Панкхёрст реорганизовала ЖСПС в Женскую партию (англ. Women’s Party), которая выступала за равенство гражданских прав женщин. В последние годы своей жизни была обеспокоена опасностью, которую усматривала в большевизме (к которому примкнули её дочери Сильвия и Адела), и, в конце концов, присоединилась к рядам Консервативной партии, будучи безуспешной в независимой политической деятельности. Умерла Эммелин Панкхёрст в 1928-м, а два года спустя её память была увековечена возведением статуи в парке возле Башни Виктории в Лондоне.

## Происхождение

Взятие Бастилии, картина 1789 года художника Жана-Пьера Уэля. Панкхёрст считала, что родилась в день её взятия (14 июля).

Эммелин Гульден родилась 15 июля 1858 года в пригороде Манчестера Мосс Сайде. Несмотря на дату рождения, указанную в метрике, Эммелин утверждала, что родилась 14 июля, а именно — в день взятия Бастилии. Собственно, такую же дату указывали и большинство её биографов. Чувствуя родство с женщинами-революционерками, которые принимали участие в штурме Бастилии, Панкхёрст считала, что факт её рождения в годовщину взятия французской королевской тюрьмы наложил определённый отпечаток на всю её жизнь.
Семья, в которой родилась Эммелин, поколениями была погружена в водоворот политической борьбы. Семья её матери, Софии Джейн Крейн, была родом из острова Мэн, и довольно часто её члены были активными участниками различных социальных беспорядков. Происхождение Панкхёрст могло быть источником её политического самосознания, особенно если учесть то, что именно на острове Мэн впервые в Великобритании в 1881 году женщинам было предоставлено право голоса на общенациональных выборах в парламент. Отец Эммелин, Роберт Гульден, происходил из умеренной манчестерской семьи торговцев, которая также была связана с определёнными политическими кругами. Его мать сотрудничала с Лигой против хлебных законов, а отец был очевидцем Манчестерской бойни, когда кавалерия разогнала толпу демонстрантов, требовавших парламентской реформы.
Гульдены родили десятерых детей; Эммелин была старшей из пяти дочерей. Вскоре после её рождения семья переехала в окрестности Солфорда, где её отец стал соучредителем небольшого предприятия. Гульден был активным участником местной политической жизни, избирался несколько лет в состав городского совета Солфорда. Наряду с этим он также был ярым сторонником театра и драмы, поддерживал деятельность Манчестерского Атенея и Общества драматических чтений. Он был владельцем театра в Солфорде, где играл главные роли в нескольких спектаклях по Шекспиру. Эммелин унаследовала интерес отца к театральному искусству, который она впоследствии использовала в своей социальной работе.

## Детство

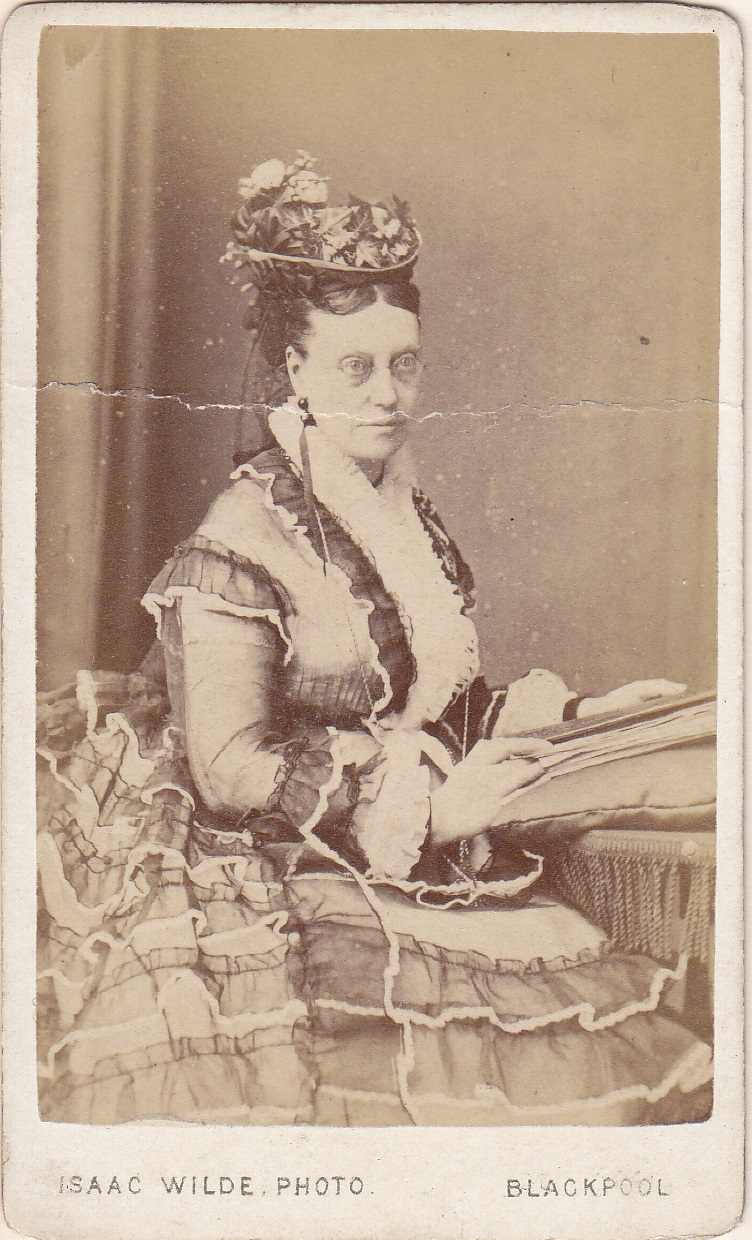
Суфражистка Лидия Беккер повлияла на формирование ранних политических взглядов Эммелин и, возможно, была влюблена в Ричарда Панкхёрста

Гульдены способствовали привлечению своих детей в сферу социального активизма. Они, в частности, встречали в Манчестере американского аболициониста Генри Уорда Бичера. София Джейн Гульден привыкла читать детям на ночь роман «Хижина дяди Тома», написанный сестрой Генри Уорда — Гарриет Бичер-Стоу. В своей автобиографической повести «Моя собственная история» (1914) Эммелин вспоминает, как она ещё девочкой посетила благотворительную распродажу, средства от которой направлялись на помощь только что освобождённым рабам в США.
Эммелин уже в возрасте трёх лет начала читать книги. В частности, в девять лет она прочитала «Одиссею», увлекалась произведениями Джона Баньяна, особенно его аллегорией «Путешествие Пилигрима в Небесную Страну». Другой любимой её книгой был трёхтомный трактат Томаса Карлайла «История французской революции»: как говорила сама Эммелин, это произведение всегда оставалось источником вдохновения в её жизни.
Несмотря на жадное поглощение книг, Эммелин, однако, не смогла получить того образования, которое получили её братья. Гульдены были убеждены в том, что девушки прежде всего должны овладеть искусством создания семейного уюта и благополучия, а также другими навыками, которые нравились бы их будущим мужьям. Родители Эммелин внимательно обсуждали перспективы получения образования их сыновьями и в то же время надеялись на раннее замужество своих дочерей, при котором у них не будет потребности в оплачиваемой работе, а значит — и в образовании. И хотя они поддерживали суфражистское движение и общий прогресс статуса женщины в обществе, вместе с тем они считали, что дочери наделены меньшими способностями, чем их ровесники мужского пола. Однажды Эммелин, притворившись спящей, услышала, как в её спальню зашёл отец и, вздохнув, сказал про себя: «Как жаль, что она не родилась мальчиком».
Именно благодаря своим родителям Эммелин заинтересовалась суфражистским движением. Её мать выписывала «Журнал об избирательных правах женщин», и Эммелин увлекалась творчеством редактора издания Лидии Беккер. Однажды в возрасте 14 лет она возвращалась из школы и встретила по дороге домой свою мать, которая спешила на митинг по поводу избирательных прав женщин. Узнав, что на митинге выступит Беккер, Эммелин убедила мать взять её с собой. Девушка была очарована докладом Лидии Беккер, отметив затем, что «С митинга я вернулась сознательной и убеждённой суфражисткой».
Годом позже она прибыла в Париж для обучения в педагогической школе. Школа, помимо традиционных дисциплин для девочек (например, вышивки), предлагала также курсы химии и бухгалтерии. Её соседкой по комнате была Ноэми, дочь французского политического деятеля и журналиста Анри Рошфора, заключённого в Новой Каледонии за поддержку Парижской коммуны. Девушки делились рассказом о политических свершениях своих родителей и оставались хорошими подругами в течение многих лет. Панкхёрст была настолько переполнена тёплыми чувствами к Ноэми и школе, где они вместе учились, что даже после её окончания часто возвращалась и проживала там некоторое время. Ноэми вышла замуж за швейцарского художника и быстро нашла подходящего жениха из Франции для своей английской подружки. Когда Роберт Гульден не захотел предоставить приданое своей дочери, французский жених отказался от брачного предложения, и разочарованная Эммелин вернулась в Манчестер.

## Замужество и семья

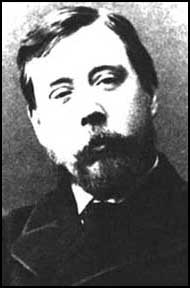
Ричард Панкхёрст впервые привлёк внимание Эммелин Гульден, когда она увидела его «красивую руку», открывающую дверь кареты, на которой он прибыл на общественное собрание в 1878.

Осенью 1878 года в возрасте 20 лет Эммелин познакомилась с Ричардом Панкхёрстом — барристером, длительное время занимавшимся делами, связанными с женскими избирательными правами, свободой слова, образовательной реформой и подобном. Довольно быстро их знакомство переросло во влюблённость — несмотря на то, что 44-летний Ричард ещё раньше, до встречи с Эммелин, решил остаться холостяком с целью сохранения усилий и времени для общественной деятельности. Их взаимная любовь была очень сильной, но ощущение счастья было омрачено смертью матери Ричарда в следующем году. София Джейн Панкхерст была крайне недовольна увлечением Эммелин, тщетно пытаясь убедить её быть более благоразумной и держаться подальше от Ричарда. Возможно, именно поэтому Эммелин предлагала Ричарду отказаться от любых юридических формальностей и не регистрировать их брак, однако Панкхёрст придерживался противоположных взглядов: если бы Эммелин оставалась незамужней, то её политическая карьера могла бы закончиться, так и не начавшись. Примеров общественного осуждения известных женщин, проживавших в незарегистрированном браке, во времена викторианской эпохи было достаточно. В конце концов, Эммелин оказалась перед давлением фактов, и они поженились 18 декабря 1879 года.
В течение 1880-х годов Панкхёрсты проживали в загородном доме Панкхерстов. Эммелин часть времени посвящала своей новой семье — Ричарду и пятерым детям, вместе с тем не оставляя политической деятельности. Супруги были убеждены, что Эммелин не может превратиться в «домохозяйственную машину», хотя воспитание детей объективно требовало немало внимания и усилий. Впоследствии была нанята служанка, помогавшая с детьми, в то время как Эммелин занималась делами Женского суфражистского общества. Их старшая дочь Кристабель родилась 22 октября 1880 года, менее чем через год после бракосочетания. Сильвия Панкхёрст появилась на свет в 1882-м, а сын Фрэнсис Генри — в 1884 году. Вскоре после рождения сына Ричард Панкхёрст вышел из рядов Либеральной партии, поскольку власть в ней захватила денежная верхушка с проимперскими настроениями. Ричард начал исповедовать более радикальные социалистические взгляды и участвовал в нескольких судебных делах против богатых коммерсантов. Такое поведение Панкхёрста раздражало Роберта Гульдена, и отношения в семье стали весьма напряжёнными. В связи с этим в 1885 году Панкхёрсты переехали в другой район Манчестера (Чорлтон-он-Медлокк), где родилась их третья дочь, Адела. В следующем году они снова переезжают — теперь в Лондон, откуда Ричард безуспешно баллотируется в парламент. Тогда же он открывает небольшой магазин «Emerson and Company» по продаже тканей.
В 1888 году Фрэнсис заболел дифтерией и умер 11 сентября. Убитая горем Эммелин заказала два портрета умершего мальчика, однако не смогла ежедневно смотреть на них и, наконец, спрятала их в серванте в своей спальне. Семья пришла к выводу, что причиной болезни их единственного сына стала неисправная дренажная система позади их дома. Панкхёрст также ссылалась на неудовлетворительные условия района их проживания, и семья переехала в более состоятельный квартал на Рассел-сквер, где проживали люди в основном среднего достатка. Вскоре Эммелин в очередной раз забеременела и в 1889 году родила ещё одного мальчика, вновь назвав сына Генри Френсисом в честь покойного брата.
Панкхёрст превратила дом на Рассел-сквер в центр политических встреч и общественных мероприятий, приглашая туда разного рода активистов. Она получала удовольствие от меблировки своего дома в азиатском стиле, а также любила пышно одевать своих детей. Её дочь Сильвия писала: «Красота, целесообразность и уместность в одежде и домашнем интерьере всегда казались ей обязательной средой для осуществления общественной деятельности». Панкхёрсты принимали много гостей, включая американского аболициониста Уильяма Ллойда Гаррисона, члена парламента из Индии Дадабхая Наороджи, общественных деятелей Герберта Берроуза и Анни Безант, французскую анархистку Луизу Мишель и других.

## Лига за избирательные права женщин

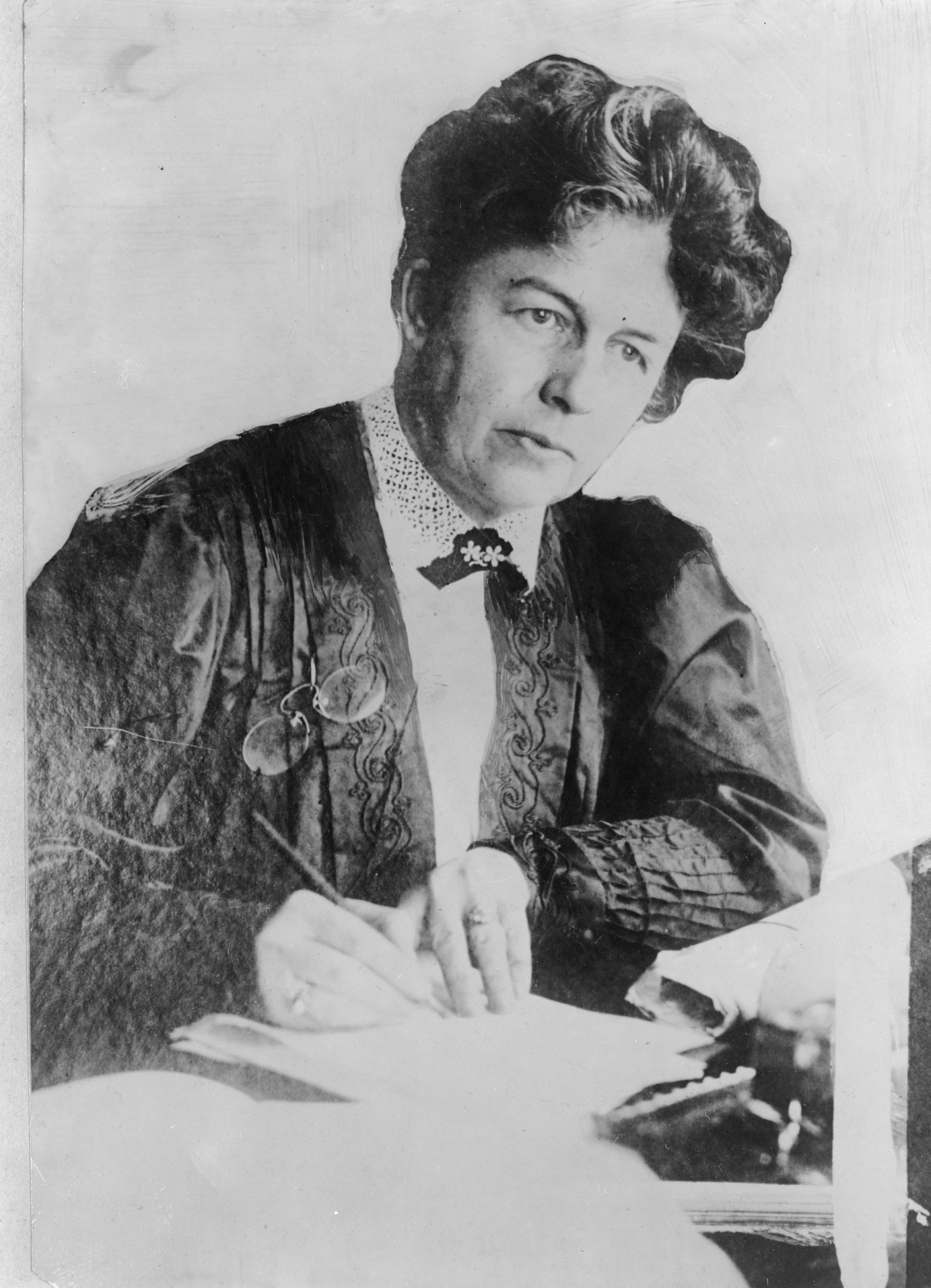
Гарриет Итон Стэнтон Блатч, дочь американской суфражистки Элизабет Кейди Стэнтон, которая стала подругой Панкхёрст благодаря работе в Лиге за избирательные права женщин.

В 1888 году первая в Британии общенациональная коалиция социальных групп (Национальное общество женского избирательного права) распалась, после того как большинство её членов решило войти в структуры существующих политических партий. Раздражённые таким решением отдельные члены коалиции, включая Лидию Беккер и Миллисент Фосетт, покинули собрание и образовали альтернативную организацию, в состав которой вошли сторонники «старых правил». Панкхёрст позиционировала себя вокруг так называемой группы «нового порядка», получившей название «Общество Парламент-стрит» (англ. Parliament Street Society (PSS)) от улицы, на которой находилась штаб-квартира организации. Некоторые члены общества были сторонниками постепенных шагов в борьбе за право голоса. По мнению большинства представителей тогдашнего британского общества, замужним женщинам не требовалось непосредственного участия в выборах, поскольку за них фактически «голосовали» их мужья. Поэтому некоторые из членов ПСС считали, что предоставление права голоса хотя бы холостым женщинам и вдовам является более практичным и реальным шагом вперёд. Когда нежелание бороться за избирательное право для всех совершеннолетних лиц женского пола внутри ПСС стало очевидным, Панкхёрст и её муж помогли организовать новую группу, ратовавшую за установление всеобщего избирательного права.
Первое собрание участников новосозданной Лиги за избирательные права женщин состоялось 25 июля 1889 года в доме Панкхёрстов на Рассел-сквер. Уильям Ллойд Гаррисон, выступая на заседании, сразу же предостерёг участников об опасности проявлений бездействия и умеренности в деле получения политических прав для женщин. В качестве примера он привёл медленный прогресс аболиционистского движения в Соединённых Штатах, основное препятствие для ускорения которого составляли именно те лица, которые агитировали за поступательные изменения и умеренность. Одними из первых членами Лиги стали Джозефин Батлер, лидер Национальной женской ассоциации за отмену законов против инфекционных болезней; подруга Панкхёрстов Элизабет Волстенхолм-Элми; Гарриет Итон Стэнфорд Пайнс Амеанской суфражистки Элизабет Кейди Стэнтон.
Лига за избирательные права женщин была достаточно радикальной организацией, так как, кроме суфражизма, продвигала идеи гендерного равенства в брачно-семейных отношениях — в частности, в вопросах развода и наследования. Кроме того, Лига поддерживала трейд-юнионизм, а также стремилась наладить связи с социалистическими организациями. Более консервативная группа, которая образовалась после раскола Национального общества женского избирательного права, выступала против «крайнего левого крыла» суфражистского движения, олицетворяла Лигу за избирательные права женщин. Члены Лиги также не оставались в долгу и довольно часто высмеивали своих консервативных оппонентов, называя их «Суфражистской партией прядильщиц». Они были глубоко убеждены, что для общего успеха необходимо решительное наступление на социальную несправедливость. Радикальный настрой большинства участников Лиги заставил отдельных её членов выйти из неё, когда в 1892 году Панкхёрсты сорвали митинг, организованный Лидией Беккер и Блатч, и Элми также прекратила своё членство в союзе. Как следствие, уже через год Лига перестала существовать.

## Независимая лейбористская партия

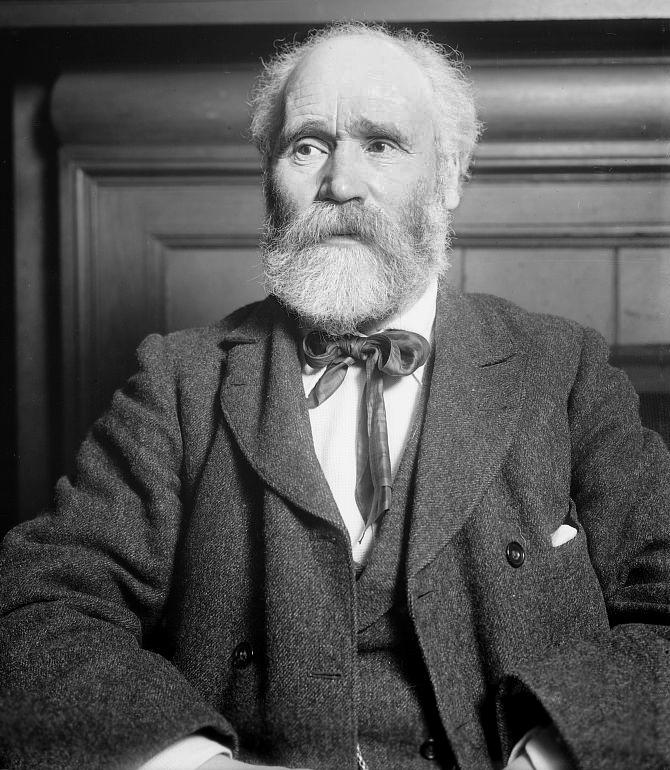
Кейр Харди обсуждал с Панкхёрст различные политические темы и позже стал близким другом Сильвии.

Магазин тканей Панкхёрста почти не давала прибыли, поскольку ему было трудно завоевать сердца потребителей в Лондоне. Ради материального достатка семьи Ричард вынужден был постоянно ездить в Северо-Западную Англию, где проживало большинство его клиентов. Наконец, в 1893 году Панкхёрсты закрыли магазин и вернулись в Манчестер. Сначала они остановились на несколько месяцев в приморском городке Саутпорт, потом на некоторое время переехали в сельскую местность и, в конце концов, поселились в Манчестере возле парка Виктории. Дочери Панкхёрстов были зачислены в Манчестерскую среднюю школу для девочек, однако там они себя чувствовали довольно неудобно из-за чрезмерно большого количества учащихся, а также строго регламентированного распорядка.
В Манчестере Эммелин Панкхёрст начала сотрудничество с несколькими политическими организациями, позиционируя себя прежде всего как независимую активистку, и постепенно приобретала признание в обществе. Один из её биографов описал этот период в её жизни как «выход из тени Ричарда». Кроме её работы в деле суфражизма, она также была активным членом Женской Либеральной Федерации (ЖЛФ), вспомогательного органа Либеральной партии. Однако довольно быстро Эммелин избавилась от иллюзий относительно нерешительной позиции Федерации. Особенно её раздражало нежелание членов союза поддержать движение за самоуправление в Ирландии, а также аристократическое лидерство Арчибальда Примроуза.
В 1888 году Панкхёрст познакомилась и подружилась с шотландским социалистом Кейром Гарди. В 1891 году он был избран в парламент и два года спустя помог учреждению Независимой лейбористской Партии (НЛП). Широкий спектр проблем, решение которых было целью будущей деятельности НЛП, глубоко взволновал Эммелин. Она покинула ряды Женской Либеральной Федерации в пользу НЛП. Однако местное отделение партии отказалось зарегистрировать её членом партии в связи с её половой принадлежностью. Правда, потом Панкхёрст всё же была зачислена в ряды НЛП на национальном уровне. Кристабель позже писала о чрезвычайном желании матери вступить в партию: «Благодаря этому она надеялась получить действенные средства исправления любой политической или социальной несправедливости».
Одним из первых направлений работы Панкхёрст в НЛП была раздача еды бедным через Комитет по помощи безработным. В декабре 1894 года она была избрана в опекунский совет по выполнению так называемых Законов о бедных: она осуществляла надзорные и управленческие функции по реализации соответствующего законодательства в районе Чорлтон-он-Медлокк. Эммелин была шокирована условиями проживания бедноты в Манчестерском работном доме:

Когда я впервые переступила порог дома, я вздрогнула от ужаса, увидев маленьких семи- и восьмилетних девочек, которые на коленях мыли холодный каменный пол в длинном коридоре здания ... там постоянно бушевала эпидемия бронхита ... я встречала беременных женщин, которые тёрли пол, выполняли тяжёлую работу до появления их детей в этот мир ... не могло быть и речи о надлежащем уходе за младенцами ... Я убеждена, что эти бедные, беззащитные матери и их дети были решающими факторами моего становления как борца за социальные права.
Панкхёрст немедленно начала борьбу за улучшение условий в работном доме и успешно зарекомендовала себя в качестве реформатора попечительского совета. Её главным оппонентом был вспыльчивый человек по фамилии Мейнворинг, известный своей грубостью и наглостью. В их противостоянии иногда доходило до смешного — постигнув, что его разгневанный надрывный голос вредит попыткам убедить сторонников Панкхёрст, Мейнворинг во время заседаний постоянно держал при себе записку с текстом: «Держи себя в руках!»
Вместе с деятельностью в Попечительском совете Панкхёрст также помогала Ричарду в очередной безуспешной парламентской избирательной кампании. В 1896 году она вступила в проблемы с законом, после того как нарушила вместе с двумя другими однопартийцами судебное распоряжение о запрете митингов НЛП в парке Боггарт Хоул Клаф. Ричард Панкхёрст взялся представлять интересы обвиняемых, однако его подопечные отказались заплатить штраф, и как следствие двух мужчин были приговорены к тюремному заключению сроком в один месяц. Относительно Панкхёрст суд воздержался от назначения ей любого наказания — возможно, потому, что судья-магистрат опасался общественного осуждения заключения женщины, которая была столь популярна в обществе. На вопрос корреспондента от НЛП, готова она была провести время в тюрьме, Панкхёрст ответила: «О да, конечно. Вы знаете, это было бы не так ужасно, как кажется, к тому же я бы получила весьма полезный опыт в своей жизни». Хотя митинги НЛП итоге были всё же санкционированы, эпизод, однако, негативно сказался на здоровье Панкхёрста и привел к потере доходов его семьи.

### Смерть Ричарда
Во время процесса, связанного с событиями на Боггарт Хоул Клаф, Ричард Панкхёрст начал испытывать острые боли в области живота. Постепенно у него развилась язва желудка, и уже в 1897 году состояние его здоровья резко ухудшилось. Семья переехала на непродолжительное время в маленький городок Мобберли с надеждой, что сельская местность сможет улучшить общее самочувствие Ричарда. И действительно, довольно быстро Ричард стал чувствовать себя лучше, и осенью они вернулись в Манчестер. Однако уже летом следующего года у него случился внезапный рецидив болезни. В это время вместе со старшей дочерью Кристабель Эммелин гостила у своей давней подруги Ноэми в Швейцарии. Там она получила телеграмму от Ричарда, в которой он писал, что чувствует себя плохо, и просил их вернуться скорее домой. Оставив Кристабель с Ноэми, Панкхёрст поспешила обратно в Англию. 5 июля 1898 года, когда Эммелин ехала поездом из Лондона в Манчестер, она прочитала в газете некролог о смерти Ричарда.

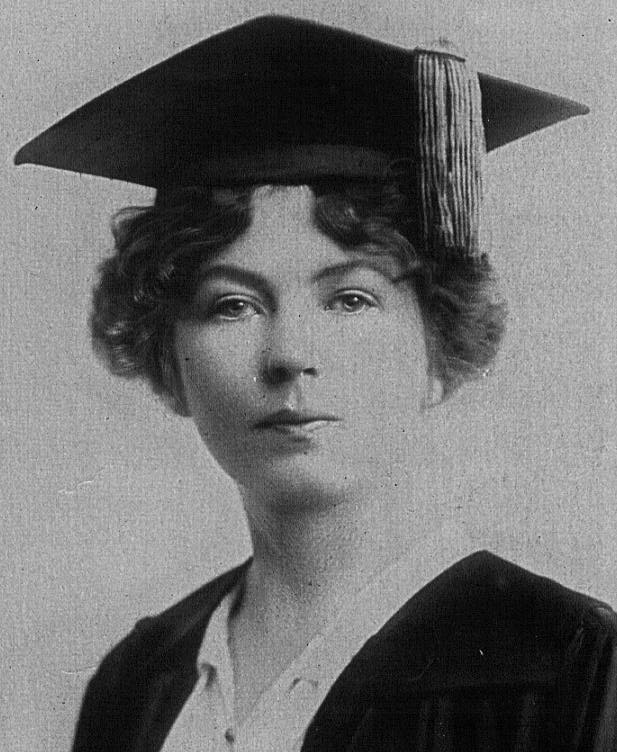
Кристабель Панкхёрст в течение 15 лет помогала матери в борьбе за женское избирательное право.

После смерти мужа Эммелин осталась одна с новыми обязанностями и немалыми долгами. Она переселила семью в небольшой дом, вышла из состава Попечительского совета и получила оплачиваемую должность регистратора родов и смертей Чорлтони. Эта работа позволила ей глубже проникнуться условиями жизни в регионе. Она писала в своей автобиографии: «Все они привыкли мне рассказывать свои истории; некоторые из них были ужасными, и все они были трогательные, с терпеливым и покорным пафосом бедности». Её наблюдения неравноправия между мужчинами и женщинами, например, внебрачного происхождения, ещё больше утвердили её убеждение в том, что женщины прежде требуют права участия в выборах, и только после этого их положение может быть улучшено. В 1900 году Эммелин была избрана в Манчестерский школьный комитета, где в очередной раз столкнулась с новыми примерами неравенства по половому признаку и ограниченными возможностями для девушек. Также в течение этого времени она возобновила работу их прежнего магазина с надеждой, что это принесёт дополнительный доход для семьи.
В период болезни и смерти Панкхёрста начали постепенно проявляться характерные черты его детей. Вскоре все они окунутся в борьбу за воплощение идей суфражизма. Кристабель была старшей и любимой дочерью Эммелин — в частности, об этом писала её младшая сестра Сильвия: «Она (Кристабель) была любимицей нашей матери, и мы все об этом знали, и я, например, никогда не обижалась по этому поводу». Правда, Кристабель не разделяла страсти матери к политической деятельности, пока не подружилась с суфражисткой Эстер Роупер и Евой Гор-Бут. Вскоре её привлекли в ряды суфражистского движения, и она часто сопровождала Эммелин на различных митингах и собраниях. Сильвия частно училась у уважаемого местного художника и впоследствии стала стипендиатом Манчестерской школы искусств. Потом она уехала изучать искусство во Флоренцию и Венецию. Младшие дети, Адела и Гарри, имели некоторые трудности с обучением. Так, Адела была направлена в школу-интернат, где она была оторвана от своих прежних друзей детства и заболела педикулёзом. Гарри во время обучения заболел корью и имел проблемы со зрением.

## Женский социально-политический союз

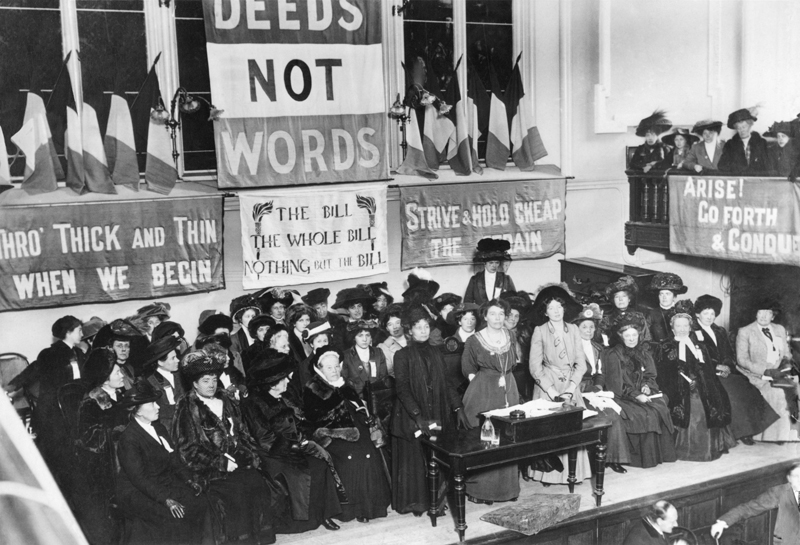
Женский социально-политический союз стал известным благодаря своей агрессивной деятельности. Панкхёрст однажды отметила: «Положение женщины в обществе столь жалкое, что мы просто вынуждены нарушать закон, чтобы привлечь внимание других к причинам, которые заставляют нас действовать таким образом.»

В 1903 году Панкхёрст пришла к выводу, что умеренные публичные выступления и обещания парламентариев предоставить право голоса женщинам не имеют никакого положительного результата. Соответствующие законопроекты рассматривались парламентом в 1870, 1886 и 1897 годах, однако все они были провалены. Она сомневалась в том, что политические партии вообще когда-нибудь станут рассматривать закрепление женского избирательного права приоритетной задачей в своих программных документах. Она даже разорвала свои связи с независимыми лейбористами, когда их партия отказалась сосредоточиться на проблемах движения за равные избирательные права. Эммелин была твёрдо убеждена в необходимости прекращения тактики терпимости, которую исповедовали существующие суфражистские организации и группы, в пользу более решительных действий. Исходя из этого, 10 октября 1903 года Панкхёрст и несколько её коллег основали Женский социально-политический союз (ЖСПС), организацию прямого действия с исключительно женским членством. «Поступки, а не слова, — вот что должно быть нашим постоянным девизом», — писала Панкхёрст позже.
Воинственность группы сначала выражалась в ненасильственных формах. Кроме речей и сбора подписей для петиций, ЖСПС также организовывал собрания, митинги, съезды и опубликовали бюллетень «Голоса для женщин». Союз также организовывал серию собраний под названием «Женские парламенты», проведение которых совпадало по времени с официальными сессиями британского парламента. Когда 12 мая 1905 года в очередной раз был заблокирован проект закона об участии женщин в выборах, Панкхёрст и другие члены ЖСПС начали шумный протест под окнами парламента. Полиция немедленно разогнала протестующих, однако они вновь собрались и продолжали требовать принятия закона. И хотя тот законопроект никогда больше не рассматривался в стенах парламента, Панкхёрст все-таки считала, что агрессивные протесты были успешными в аспекте привлечения внимания к процессу прохождения проекта закона. В 1906 году Панкхёрст отмечала: "Нас наконец признали как политическую организацию; мы теперь оказались в водовороте политики и являемся политической силой ".
Довольно быстро активными членами ЖСПС стали все три дочери Панкхёрст. Кристабель арестовали после того, как она плюнула в лицо полицейскому на митинге Либеральной партии в октябре 1905 года; Адела и Сильвия были арестованы годом позже во время протестов у здания парламента. Сама Эммелин Панкхёрст впервые была задержана полицией в феврале 1908 года, когда она пыталась ворваться в парламент и подать резолюцию от протестующих премьер-министру Герберту Асквиту. Ей предъявили обвинения в оказании препятствий деятельности публичной власти и приговорили к шести неделям заключения. В тюрьме Эммелин резко высказывалась против условий её пребывания, где было полно паразитов, скудный рацион и «цивилизованные пытки единичного содержания и абсолютной тишины». Панкхёрст видела в заключении средство убеждения общественности в крайней необходимости предоставления женщинам права голоса, ибо в июне 1909 года она умышленно нанесла две пощёчины офицеру полиции, с тем чтобы гарантировать себе очередной арест. Таким образом, Эммелин претерпела семь арестов, пока женщины получили право на участие в выборах. В ходе судебного процесса по её делу в 1908 году она заявила суду следующее: «Мы здесь не потому, что являемся нарушителями закона, и мы здесь для того, чтобы стать его создателями».

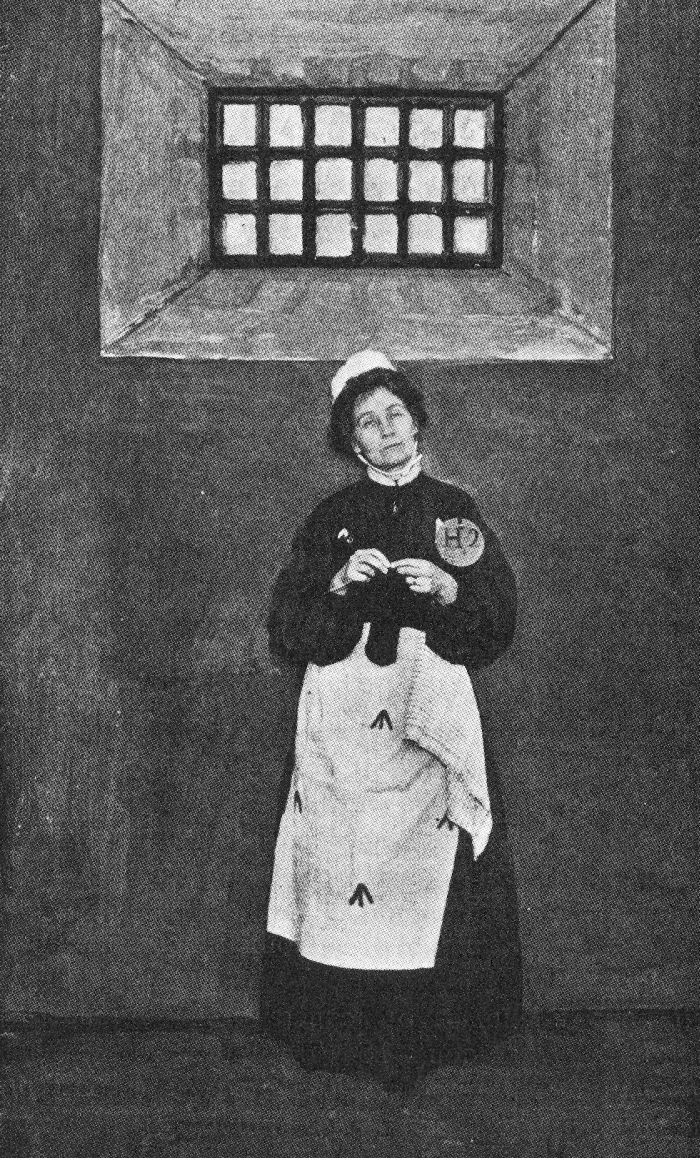
Панкхёрст описала своё первое лишение свободы как «превращение человека в дикого зверя.»

Другой характерной чертой воинствующего ЖСПС был исключительный предмет его деятельности — борьба за право голоса для женщин. Если другие организации соглашались сотрудничать с отдельными политическими партиями, то ЖСПС настойчиво отделял себя, а иногда и был в оппозиции к партиям, которые не рассматривали воплощение идей суфражизма своей ведущим задачей. Союз протестовал против всех кандидатов, принадлежащих к правящей политической силе, поскольку правительство отказывалось провести реформу избирательного права. Такой подход толкнул ЖСПС к прямому конфликту с руководящими кругами Либеральной партии, хотя многие рядовые её кандидаты поддерживали реформу (одной из первых мишеней для оппозиционной критики ЖСПС был будущий премьер-министр Соединённого Королевства Уинстон Черчилль: один из его оппонентов относил поражение Черчилля на промежуточных парламентских выборах, в частности, и к заслугам «тех леди, которые время от времени его высмеивали»).
Члены ЖСПС часто препятствовали избирательной кампании либералов путём высмеивания и прерывания их выступлений. Однажды, 18 января 1908 года, на Панкхёрст и её подругу, Нелли Мартел, набросилась толпа мужчин из числа сторонников Либеральной партии из-за того, что действия ЖСПС стоили места в парламенте их кандидату. Мужчины бросали в них глиной, тухлыми яйцами, снежками с камнями внутри; в итоге женщин избили, и Панкхёрст осталась с ужасно разбитой пятой. Подобное противостояние сложилось у них и с лейбористами. Члены ЖСПС решили продолжать свой воинственный активизм, пока лидеры Лейбористской партии не поставят себе целью добиться закрепления за женщинами избирательных прав. Панкхёрст и другие члены Союза рассматривали партийную политику как таковую в качестве отвлекающего момента от усилий относительно изменения существующих избирательных законов, а также остро критиковали другие организации за то, что они прежде всего добивались партийной лояльности, а уже потом заботились об интересах женщин.
В то время когда ЖСПС приобретал всё большее признание и довольно сомнительную популярность, Панкхёрст сопротивлялась попыткам демократизировать Союз изнутри. В 1907 году на ежегодном собрании Союза небольшая группа членов во главе с Терезой Биллингтон-Грейг призвала к более активному участию рядовых суфражисток в деятельности ЖСПС. В ответ Панкхёрст отметила, что часть устава организации, которая касается порядка принятия решений, не имеет юридической силы, и отменила ежегодное собрание. Она также настояла на том, чтобы координацию работы ЖСПС осуществлял немногочисленный комитет, избранный присутствующими на собрании членами. Панкхёрст и её дочь Кристабель были избраны в состав новосозданного комитета вместе с двумя другими суфражистками. Разочарованные таким положением вещей отдельные члены (включая Биллингтон-Грейг и Шарлотту Деспард) вышли из ЖСПС и основали собственную организацию — Женскую Лигу Свободы. В своей автобиографии (1914) Панкхёрст опровергала критику относительно руководящей структуры ЖСПС:
Если в определённое время один или несколько членов теряют веру в наш политический курс; если кто-либо начинает советовать заменить наши принципы другими или если кто-то из членов пытается запутать дело путём принятия дополнительных правил, то она сразу же перестает быть членом Союза. Автократично? Да, действительно. Но вы можете заметить, что суфражистская организация должна быть демократической. Но женщины в ЖСПС не согласятся с вами. Мы не верим в эффективность типовой суфражистской организации. Работе ЖСПС не препятствует куча запутанных и сложных правил. Мы не имеем устава и правил внутреннего распорядка, на ежегодном собрании нет места для изменения правил или их усовершенствования; … ЖСПС — это просто армия суфражисток на поле боя.

### Обострение борьбы

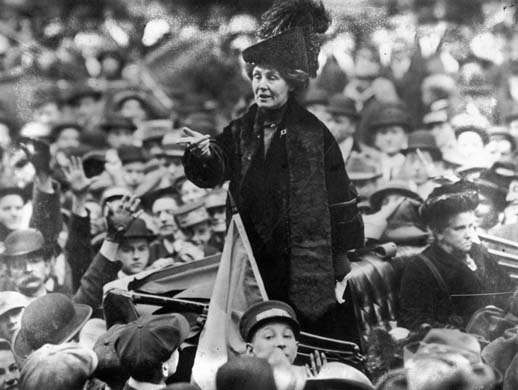
После того как Эммелин продала свой дом, она постоянно путешествовала, выступая с речами в Великобритании и США. На фото она произносит речь Свобода или смерть (Коннектикут, 1913).

21 июня 1908 года 500 тысяч активистов собрались в Гайд-парке с требованиями о предоставлении женщинам права голоса; Асквит и ведущие парламентарии никак на это не отреагировали. Раздражённые таким поведением правительства, отдельные члены ЖСПС усилили агрессивность своих акций. Вскоре после демонстрации двенадцать женщин собрались на Парламент-сквер и пытались публично выступить в поддержку суфражизма. Офицеры полиции схватили нескольких ораторов и оттеснили их в толпу оппонентов, которые собрались поблизости. Раздражённые действиями полиции, двое женщин с ЖСПС — Эдит Нью и Мэри Ли — направились на Даунинг-стрит, 10 и начали бросать камни в окна дома премьер-министра. Они настойчиво уверяли потом, что действовали без ведома ЖСПС, однако Панкхёрст одобрила их поступок. Когда магистрат приговорил Нью и Ли к двум месяцам лишения свободы, Панкхёрст попросила суд вспомнить, сколько раз в истории Британии были случаи, когда в борьбе за гражданские права разбивали окна лица мужского пола.
В 1909 году в «репертуар» ЖСПС была добавлена голодовка. 24 июня Мэрион Уоллес Данлоп была арестована за написание выписки из Билля о правах 1689 года на стене Палаты общин. Разгневанная условиями тюрьмы, Данлоп начала голодовку. Такое поведение оказалось довольно действенным, и её примеру последовали ещё четырнадцать женщин, осуждённых за разбиение окон. Члены ЖСПС благодаря отказу принимать пищу в знак протеста против их заключения достаточно быстро стали известны по всей стране. Администрация тюрем часто прибегала к принудительному кормлению, используя специальные трубки, воткнутые в нос или рот. Эти болезненные процедуры (которые в случае пероральной подачи пищи требовали использования металлического кляпа, чтобы рот был постоянно открытым) жёстко осуждали не только сами суфражисты, но и профессиональные медики.
Подобная тактика породила определённое напряжение в отношениях между ЖСПС и более умеренными организациями, которые входили в состав Национального союза женских суфражистских обществ (НСЖСТ). Лидер этого объединения, Миллисент Фосетт, сначала одобрительно относилась к членам ЖСПС за их отвагу и преданность общему делу. Однако уже в 1912 году она заявила, что голодание является ничем иным, как публичной затеей, и воинственные активисты являются главным препятствием на пути к получению успеха суфражистами в Палате общин. НСЖСТ отказался присоединиться к маршу женских суфражистских союзов, поскольку ЖСПС не прислушивался к его требованиям о прекращении поддержки акций, направленных на уничтожение собственности. Сестра Фосетт Элизабет Гаретт Андерсон впоследствии также покинула ЖСПС из тех же соображений.
Освещение прессой деятельности ЖСПС и собственно самой Панкхёрст было неоднозначным: многие журналисты отмечали, что женщины на митингах положительно реагировали на речи Панкхёрст, однако были и такие, которые осуждали её радикальные методы. «Дейли Ньюз» на своих страницах убеждала её прибегать к более взвешенным подходам, другие источники прямо высказывались против битья окон членами ЖСПС.
1905—1910-е годы для Панкхёрст были полны одиночеством, тоской и напряжённым трудом. В 1907 году она продала свой дом в Манчестере и начала странствующий образ жизни, переезжая с места на место, где произносила речи и организовывала демонстрации в поддержку суфражизма. Эммелин жила у своих друзей и в гостиницах, а всё её имущество размещалось в нескольких чемоданах. И хотя она заряжалась пылом борьбы и радостно передавала его другим, постоянные путешествия постепенно отдалили её от детей, особенно Кристабель, которая в то время стала национальным координатором ЖСПС. В 1909 году, накануне отъезда Эммелин в США, где она планировала провести агитационный тур по стране, её сына Генри охватил паралич из-за воспаления спинного мозга. Кампания в Америке оказалась под угрозой, однако Панкхёрст не хватало средств на лечение сына, и она решила всё-таки посетить Штаты. Тур оказался успешным, но здоровье Генри крайне ухудшилось, и вскоре по возвращении Эммелин он умер. 10 января 1910 года Панкхёрст устроила похороны своего единственного сына, в тот же день выступив перед пятитысячным митингом в Манчестере. Сторонники Либеральной партии, пришедшие на собрание с целью помешать речи, стояли молча, когда Панкхёрст обращалась к толпе.

### Поиск компромисса, принудительное кормление, поджоги

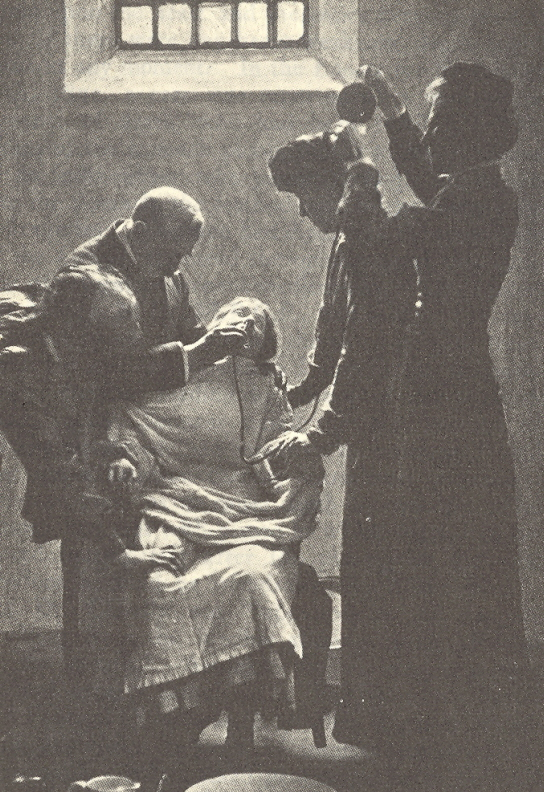
Панкхёрст приходила в ужас от пронзительных криков женщин, которых насильно кормили во время голодовок. В своей автобиографии она писала: "Пока я живу, я никогда не забуду страдания, которые я испытала в дни, когда этот крик звенел в моих ушах.

После поражения либералов на выборах 1910 года журналист и член НЛП Генри Брэйлсфорд помог в организации Согласительной Комиссии по вопросам избирательных прав женщин, в состав которой вошли 54 парламентария из разных партий. Комиссия разработала законопроект по примирению позиций правительства и суфражисток, который был достаточно умеренным по своему содержанию, однако всё же предусматривал возможность предоставления права голоса женщинам. В связи с представлением законопроекта на рассмотрение парламента ЖСПС пошёл на компромисс и приостановил поддержку ряда агрессивных акций своих членов, в том числе разбивания окон и голодовок. Однако когда стало очевидным, что законопроект не будет одобрен, Панкхёрст заявила: «Если проект закона, несмотря на все наши усилия, будет провален правительством, перемирию придет конец». Наконец, законопроект прогнозируемо не получил достаточного количества голосов, и 18 ноября на Парламент-сквер состоялся марш протеста трёх сотен женщин во главе с неутомимой Панкхёрст. Протестующие столкнулись с агрессивно настроенной полицией, действиями которой руководил министр внутренних дел Уинстон Черчилль. Офицеры наносили женщинам удары кулаками, выкручивали руки и дёргали за грудь. Хотя Эммелин разрешили войти в здание парламента, однако она так и не добилась аудиенции у премьер-министра Асквита. Инцидент 18 ноября 1910 года вошёл в историю под названием «Чёрной пятницы».
Поскольку акты примирения и в дальнейшем подавались на рассмотрение парламента, то лидеры ЖСПС предпочли продолжать воздерживаться от предыдущей воинственной тактики. Однако когда в мае 1912 года под угрозой провала оказался второй подобный законопроект, Панкхёрст присоединилась к очередному всплеску массового разбивания окон. Чрезвычайные имущественные убытки от акции вынудили полицию совершить облаву на штаб-квартиру ЖСПС. Панкхёрст и Эммелин Петик-Лоуренс были осуждены в Олд-Бейли за уничтожение имущества. Кристабель, которая в то время была главным координатором организации, также находилась в розыске полиции. Правда, ей удалось бежать в Париж, откуда она продолжала осуществлять руководство стратегией ЖСПС. В Голлуейской тюрьме Эммелин Панкхёрст начала свою первую голодовку с требованием улучшения условий содержания других суфражисток в соседних камерах; вскоре к ней присоединились Петик-Лоуренс и другие члены ЖСПС. В автобиографии Панкхёрст описала свой психологический шок, вызванный принудительным кормлением во время «голодных» акций протеста: «Голлоуэй стал местом ужаса и пыток. Отталкивающие сцены насилия заполняли каждый час дня в тюрьме, врачи шли от одной камеры к другой, выполняя свою отвратительную миссию». Когда сотрудники тюрьмы попытались войти в камеру Эммелин, она занесла глиняный горшок над головой и угрожала расправиться с тем, кто отважился бы приблизиться к ней.
После этого инцидента Панкхёрст более не подвергали принудительному кормлению, хотя она и дальше отказывалась принимать пищу. В течение следующих двух лет Эммелин арестовывали много раз, однако часто отпускали уже через несколько дней после ареста в связи с ухудшением здоровья. Позже правительство Асквита приняло так называемый «Акт кошки-мышки», который позволял досрочно освобождать из-под ареста и других суфражисток, самочувствие которых ухудшалось из-за голодания. Администрация тюрем чётко понимала потенциальную опасность публичных выступлений, к которым могли привести принудительное кормление лидера ЖСПС или иные её чрезмерные страдания в тюрьме. Тем не менее, полиция продолжала задерживать Панкхёрст в ходе её речей и маршей протеста. Она старалась избегать притеснения со стороны полиции путём изменения внешности. Наконец, ЖСПС сформировал специально тренированный женский отряд, владеющий джиу-джитсу, для защиты Эммелин от представителей правопорядка. Как следствие, она и её охранники и дальше преследовались полицией, а при попытке её задержания возникали многочисленные столкновения.
В 1912 году члены ЖСПС избрали новую тактику в борьбе за избирательное право — поджоги. После того как премьер-министр Асквит посетил Королевский театр в Дублине, суфражистские активистки Глэдис Эванс, Мэри Ли, Лиззи Бейкер и Мейбл Каппер с Оксфорд-Стрит (Манчестер) попытались совершить с помощью смеси пороха и бензина взрыв, который, однако, оказался слишком слабым и не вызвал серьёзных последствий. В тот же вечер Мэри Ли бросила топор в экипаж, в котором ехали Джон Редмонд, лорд-мэр Дублина, и премьер-министр Асквит. В течение двух лет женщины совершали поджоги в буфете Риджентс-парка, оранжерее орхидей в Королевских ботанических садах в Кью, стоячих почтовых ящиках и вагонах поездов. Хотя Панкхёрст утверждала, что она и Кристабель не принимали никакого участия в организации этих поджогов, тем не менее, обе они одобряли такие действия суфражисток. Похожие случаи имели место по всей стране. Одна из членов ЖСПС, например, воткнула в экипаж Асквита маленький топорик с надписью: «Право голоса для женщин», другие суфражистки выжигали кислотой тот же лозунг на полях для гольфа, где играли члены парламента. В 1914 году Мэри Ричардсон вошла в Национальную галерею и в знак протеста против ареста Панкхёрст порезала в нескольких местах полотно Веласкеса «Венера с зеркалом».

## Кризис и раскол в ЖСПС
Одобрение ЖСПС акций по уничтожению объектов собственности привело к выходу из организации нескольких важных членов. Первыми среди них стали супруги Петик-Лоуренс. Долгое время они были неотъемлемой частью руководства ЖСПС, однако впоследствии между ними и Кристабель разгорелся спор о рациональности подобной тактики борьбы. После возвращения из Канады, где они были на отдыхе, Лоуренсы узнали, что их исключили из рядов ЖСПС. Такое решение было довольно неожиданным, но оба они продолжали поддерживать на словах деятельность Панкхёрст и Союза во избежание раскола организации. Примерно в этот же период ряды ЖСПС оставила и Адела Панкхёрст, дочь Эммелин. Она осуждала поджоги и уничтожение имущества и соответствующую поддержку этих действий со стороны ЖСПС. Кроме того, Адела всё больше «дрейфовала» в сторону социализма, и, как следствие, её отношения с семьёй, особенно с Кристабель, становились всё напряжённее.

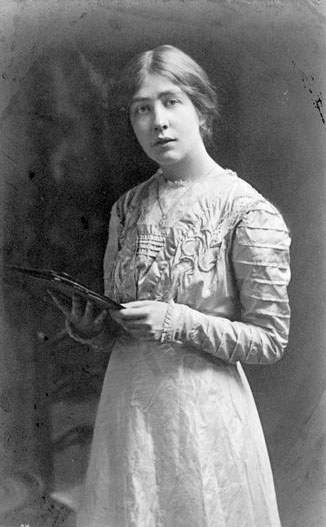
После исключения из ЖСПС Сильвия Панкхёрст чувствовала себя уязвимой до глубины души «так, как чувствуешь себя после того, когда сражаясь с врагом, которого нет, потерпишь удар в спину от своего товарища»

Глубокий разрыв в семье Панкхёрстов произошёл в ноябре 1913 года, когда Сильвия выступила на митинге социалистов и тред-юнионистов с поддержкой Джеймса Ларкина, известного профсоюзного деятеля и вербовщика. Сильвия также поддерживала связи с Федерацией суфражисток восточного Лондона (ФССЛ), местной ветвью ЖСПС, стоявшей на социалистических позициях, и сотрудничала с рабочим движением. Сближение с рабочими организациями и появление Сильвии на трибуне вместе с Фредериком Петик-Лоуренсом — также выступившим с обращением — убедили Кристабель в том, что её сестра формирует группу, которая в дальнейшем составит конкуренцию ЖСПС в суфражистском движении. Семейный спор в итоге перерос в конфликт между членскими группами с ЖСПС, НЛП и ФССЛ.
В январе Эммелин и Кристабель вызвали Сильвию на встречу в Париж. Её мать только что вернулась с очередного тура по Соединённым Штатам Америки, а сама Сильвия уехала во Францию сразу после освобождения из тюрьмы. Все три женщины были напряжены и истощены, что только обострило недоразумения между ними. В своей книге «Суфражистское движение» (The Suffrage Movement), вышедшей в 1931 году, Сильвия описала Кристабель как безрассудного человека, твердила о нежелании сестры строго соблюдать правила ЖСПС:
«Она повернулась ко мне. „Ты имеешь свои собственные идеи. Однако нам этого не нужно: мы хотим, чтобы все наши женщины, получив указания и приказы, шагали ногу в ногу, как армия на марше!“ Ужасно усталая, очень больная, я не имела сил спорить с ней. Я была подавлена ввиду трагичности ситуации, расстроенной её жестокостью. Её увлечение автократией казалось мне столь отдалённым от той беспощадной борьбы, которую мы вели, борьбы, продолжавшейся теперь даже в камерах тюрем. Я вспомнила многих других, кто был вычеркнут из организации за менее серьёзные разногласия».
С благословения их матери Кристабель приказала группе Сильвии выйти из состава ЖСПС и больше не ассоциировать себя с ним. Панкхёрст пыталась убедить ФССЛ исключить из своего названия слово «суфражистки», так как это непременно указывало на связь с ЖСПС. Когда Сильвия отказала в просьбе, Эммелин написала письмо, где тон убеждений превратился в доведённый до ярости и гнева:
«Ты всегда была глупой, и, боюсь, такой и останешься. Я предполагаю, что ты была создана такой! … Ты выбрала имя, которое мы утвердили, мы сделали очень много для твоего старта, для рекламы твоего общества нашим именем. Поступив так, теперь ты должна сама пробивать себе дорогу. Жаль, но ты сама же для себя создала трудности из-за неспособности посмотреть на положение вещей с точки зрения других людей, собственно, как и со своей. Может, со временем ты получишь поучительные уроки, которые все мы должны получить когда-нибудь в жизни.»
Адела, в то время безработная с неопределённым будущим, также создавала немало хлопот для Панкхёрст. Эммелин решила, что Адела желает иммигрировать в Австралию, и она оплатила её переезд. Мать и дочь после этого уже больше никогда не виделись.

## Первая мировая война

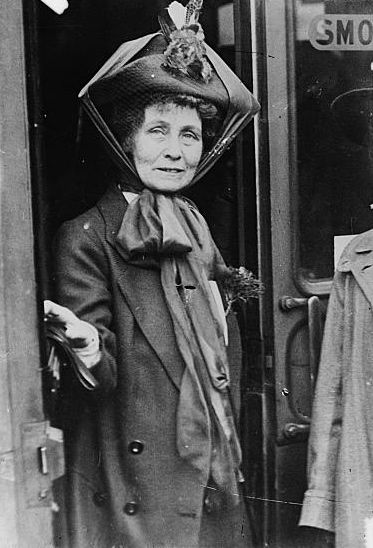
Эммелин Панкхёрст

Когда в августе 1914 года началась Первая мировая война, Эммелин и Кристабель твёрдо верили в то, что военная опасность, которая исходила от Германии, представляет угрозу всему человечеству и поэтому британское правительство нуждается в поддержке всех граждан. Они убедили членов ЖСПС приостановить воинственные акции протестов, пока не закончатся военные действия на континенте. Это было, по её словам, не время для споров или агитации; Кристабель впоследствии писала: «Это была национальная война. Как суфражистки, мы ни при каких обстоятельствах не могли быть пацифистами». Перемирие с правительством было достигнуто, все заключённые из ЖСПС были освобождены, и Кристабель вернулась в Лондон. Панкхёрсты вместе с лидерами ЖСПС Грейс Роу и Норой Элам направили деятельность Союза в поддержку военных усилий Великобритании. В первой же речи после возвращения в Британию Кристабель предостерегала от «Немецкой угрозы». Она призвала всех присутствующих женщин последовать примеру своих французских сестёр, которые — пока мужчины сражались на фронте — смогли удерживать страну в надлежащем состоянии, собирали урожай, обеспечивали промышленное производство. Эммелин агитировала и убеждала мужчин идти на фронт. Уцелевшая кинохроника 1916 года демонстрирует, как Эммелин и Нора Дейкр Фокс произносят речи в ходе большого митинга на Трафальгарской площади по поводу румынского кризиса, призывая правительство поддержать британских союзников на Балканах.

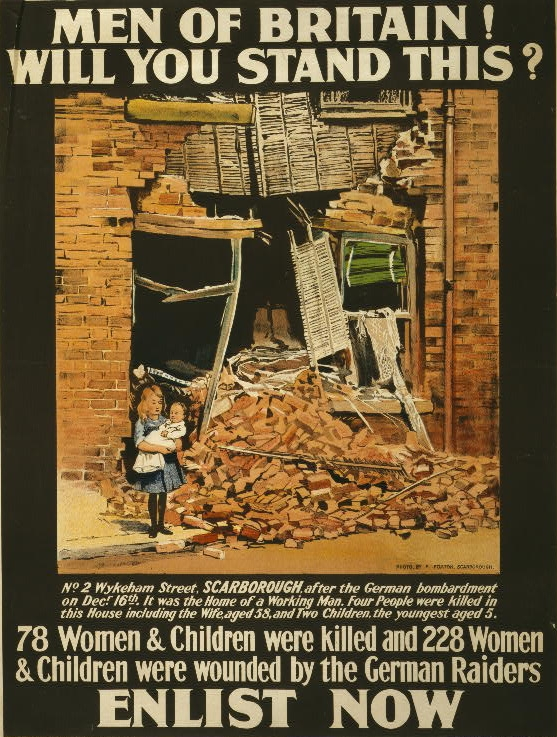
Панкхёрст была убежденной, что устранение «Немецкой угрозы» во время Первой мировой войны было сейчас важнее требований суфражисток. «Когда наступят благоприятные времена, мы восстановим борьбу», говорила она, «однако теперь мы должны делать всё возможное, чтобы побороть общего врага.»

Между тем Адела и Сильвия не разделяли энтузиазма Эммелин по поводу войны. Будучи убежденными пацифистками, они осуждали поддержку правительства со стороны ЖСПС. Социалистические взгляды Сильвии утвердили её в том, что война была ничем иным, как ещё одним примером эксплуатации капиталистами-олигархами бедных солдат и рабочих. Зато Адела, которая жила в Австралии, выступала против войны, всеобщей воинской обязанности и мобилизации. В коротком письме Сильвии Эммелин писала: «Мне досадно и стыдно за то, по какому пути вы с Аделой пошли». Такое же раздражение Панкхёрст чувствовала со стороны инакомыслящих внутри ЖСПС; Мэри Ли, давний член организации, решилась поднять этот вопрос во время митинга в октябре 1915 года, на что Панкхёрст ответила: «Эта женщина прогерманского направления и должна покинуть холл …. Я назвала тебя пронемецкой и предпочла бы вообще забыть о твоем существовании.» Некоторые члены ЖСПС были возмущены такой внезапной и непоколебимой преданностью правительству; им казалось, что руководящие лидеры Союза оставили все попытки добиться избирательного права для женщин. В связи с новым направлением деятельности организации также возникали сомнения относительно целевого использования средств, собранных на благо суфражизма. В очередной раз две группы членов вышли из ЖСПС: суфражистки Женского социально-политического союза (СЖСПС) и Независимый женский социально-политический союз (НЖСПС), которые имели целью продолжать борьбу за избирательные права женщин.
Панкхёрст была полна необычайной энергии и вдохновения для патриотической поддержки Британии в войне, как было раньше с отстаиванием идей суфражизма. Она организовывала массовые собрания, непрерывно путешествовала по стране и произносила речи, убеждала правительство помочь женщинам влиться в ряды трудовой армии, когда мужчины воевали за рубежом. Ещё одной проблемой, которая весьма беспокоила её, было тяжёлое положение так называемых «детей войны», детей, рождённых матерями-одиночками в то время, когда их отцы находились на линии фронта. Эммелин устроила приёмный дом в Кемпден-Хилл, задуман для обучения и воспитания детей методами Монтессори. Некоторые из женщин критиковали Панкхёрст за оказание помощи родителям внебрачных детей, однако она с негодованием отвечала, что благосостояние детей — её главная забота. Из-за нехватки средств, однако, дом вскоре был передан под опеку принцессы Алисы. Сама Эммелин усыновила четырёх детей, которым дала новые имена: Кэтлин Кинг, Флора Мэри Гордон, Джоан Пембридж и Элизабет Тюдор. Они жили в Лондоне, в Холланд-Парке, где впервые за много лет Панкхёрст имела постоянное жильё. На вопрос о том, как она в возрасте 57 лет и без стабильного дохода отважилась на воспитание ещё четверых детей, Панкхёрст отвечала: «Мой дорогой друг, я удивляюсь, что не взяла сорок детей».

## Миссия в России и Женская партия

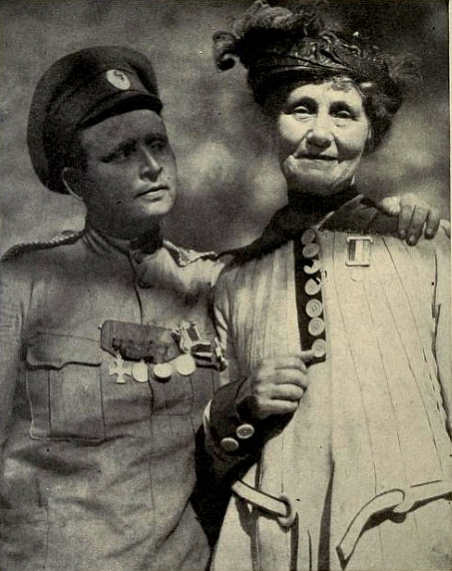
М. Бочкарёва и Э. Панкхёрст

В 1916 году Панкхёрст побывала в Северной Америке вместе с бывшим государственным секретарём Сербии Чедомилем Миятовичем, чья страна была в эпицентре событий в начале войны. Они ездили по Соединённым Штатам и Канаде, собирая средства, и агитировали правительство США поддержать Британию, её канадских и других союзников. Два года спустя, когда США вступили в войну, Панкхёрст вернулась в Америку с целью убеждения местных суфражисток, чтобы те оставили свои активные протестные акции, отложили борьбу за право голоса на второй план и сосредоточились на поддержке федерального правительства в войне. Она также выражала опасения относительно возможного коммунистического переворота, считая его смертельной угрозой для российской демократии.
В июне 1917 года в ходе Русской революции позиции большевиков укрепились, в том числе благодаря их настойчивым требованиям по выходу России из войны. Переведённая автобиография Панкхёрст была довольно популярной в России, и поэтому Эммелин надеялась определённым образом повлиять на сознание активных представителей российского общества. В частности, она пыталась убедить их в неприемлемости заключения мирного договора с Германией, подписание которого, по её мнению, привело бы к поражению Великобритании и России. Премьер-министр Великобритании Дэвид Ллойд Джордж согласился помочь Панкхёрст с визитом в Россию, который она совершила в июле 1917 года. Там на одном из митингов она обратилась к толпе со словами: «Я приехала в Петроград с молитвой английского народа к народу русскому, чтобы вы смогли продолжать эту войну, от которой зависит судьба цивилизации и свободы». Реакция прессы на поездку Панкхёрст отразила настроения левых и правых: первые выставляли её как орудие в руках капитализма, тогда как вторые одобряли её пылкий патриотизм.
В августе Эммелин встретилась с российским премьер-министром Александром Керенским. Хотя она в прошлом активно сотрудничала с НЛП (политической силой социалистического толка), со временем у неё сформировалось негативное отношение к политике левых, которое только обострилось во время её пребывания в России. Керенский же чувствовал, что Панкхёрст не способна адекватно понять классовую природу конфликта, который определял тогдашнюю политическую ситуацию в России. Поэтому встреча вызвала определённые неудобства для обеих сторон. Он закончил свой разговор с Эммелин, сказав, что английским женщинам нечему научить женщин России. Она позже рассказала газете New York Times, что Керенский был «самым большим мошенником наших дней» и что его правительство могло «уничтожить цивилизованный мир».
Вернувшись из России, Панкхёрст была приятно удивлена, когда узнала, что женское право голоса наконец-то может стать реальностью. Актом о народном представительстве 1918 года был отменён имущественный избирательный ценз для мужчин и предоставлено право голоса женщинам старше 30 лет, правда, с некоторыми дополнительными ограничениями. Однако пока активисты суфражизма праздновали известие и ожидали принятия Акта, появились новые вопросы, потенциально способные разделить участников движения: должны ли женские политические организации после избирательной реформы объединиться с политическими силами, ранее созданными мужчинами? Многие социалисты и умеренные суфражистки отвергали идею дифференциации политических институтов по половому признаку, однако Эммелин и Кристабель занимали противоположную позицию. На базе ЖСПС они создали Женскую партию, членами которой могли быть только лица женского пола. Женщины, говорили они, «лучше всего могут служить стране, когда держатся подальше от мужской политической партийной системы и традиций, которые, по общему признанию, только позволяют надеяться на лучшее». Вновь созданная партия ратовала за принципы равенства в брачно-семейных отношениях, сфере занятости и оплате труда мужчин и женщин. Однако эти вопросы поднимались уже после окончания войны. Пока же продолжались военные действия, Женская партия жёстко выступала против любых уступок и компромиссов в пользу побеждённой Германии; требовала устранения из состава правительства всех, кто имел родственные связи с немцами или исповедовал пацифистские настроения; настаивала на сокращении рабочего дня для предупреждения трудовых забастовок. Последнее требование было важным пунктом партийной программы и имело целью отвлечь рабочих от возможного увлечения большевизмом, чего всё больше и больше опасалась Панкхёрст.

## Послевоенный период

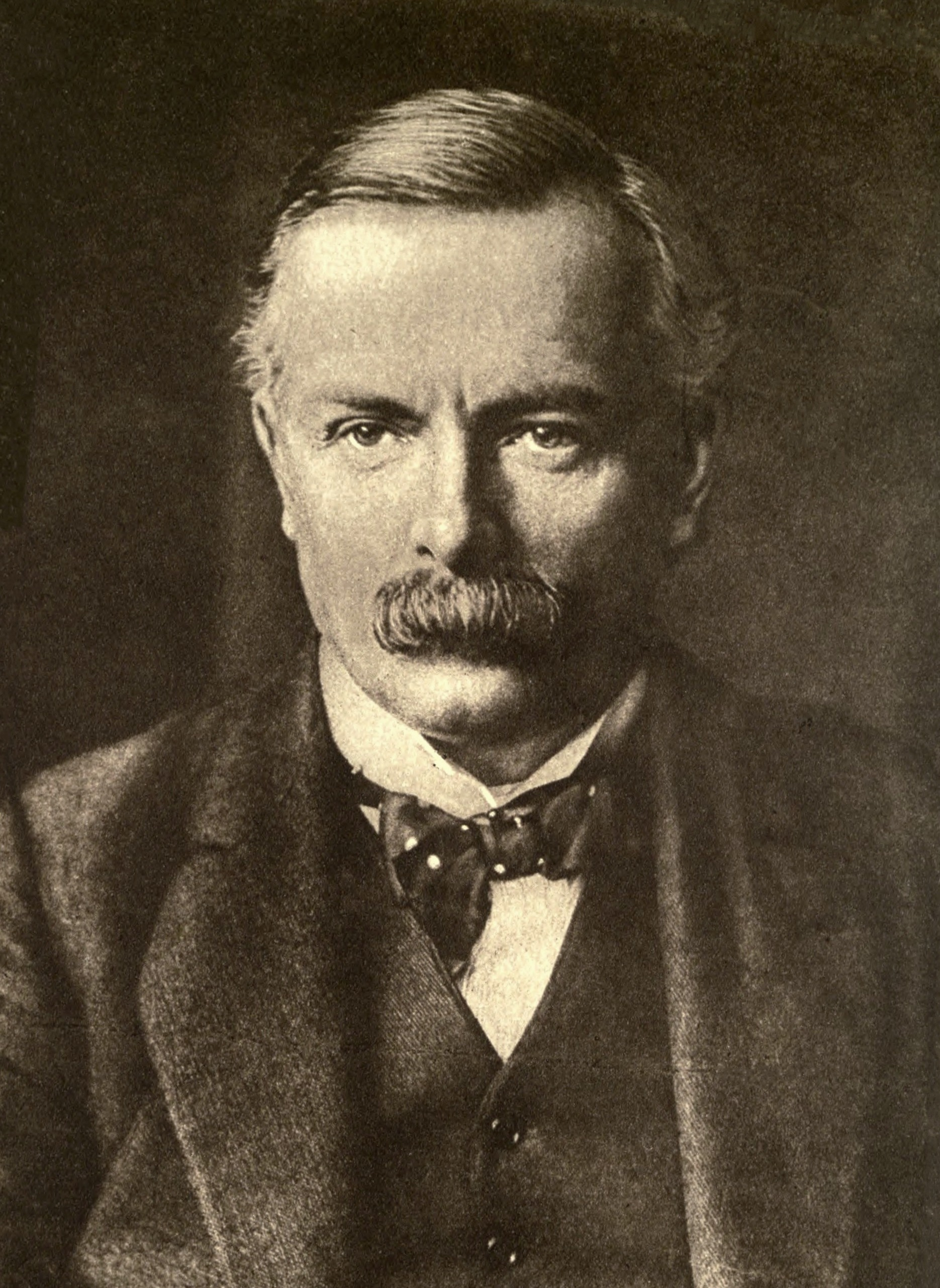
Британский премьер-министр Дэвид Ллойд Джордж одобрительно отзывался о Панкхёрст и Женской партии: "Они боролись с большевистским и пацифистским элементом с большим мастерством, упорством и отвагой

После Компьенского перемирия 1918 года Панкхёрст продолжала пропагандировать собственное националистическое видение британского единства. Её деятельность и в дальнейшем была сосредоточена вокруг проблем расширения прав и возможностей женщин, однако дни борьбы с правительством и бюрократической системой были уже позади. Она отстаивала существование Британской империи, её территориальную масштабность, говоря: «Некоторые рассуждают об Империи и империализме как о чём-то, что заслуживает осуждения, чего стоит стыдиться. На самом деле следует гордиться тем, что мы — наследники огромной и богатой империи… Если мы только сможем понять и использовать её потенциальные богатства, мы сможем избавиться от бедности и искоренить безграмотность…» Годами она путешествовала по Англии и Северной Америке, пытаясь поддержать положительный имидж Британской империи и предостерегая публику от угроз, которые, по её мнению, таил в себе большевизм.
Эммелин Панкхёрст снова погрузилась в политическую деятельность с принятием закона, который позволял женщинам баллотироваться в Палату общин. Многие члены Женской партии убеждали Панкхёрст выдвинуть свою кандидатуру на парламентских выборах, но она настояла на участии в избирательном процессе именно Кристабель. Эммелин без устали агитировала за свою дочь, с этой целью она пыталась заручиться поддержкой премьер-министра Ллойд Джорджа и однажды даже выступила с горячей речью под ливнем. В результате Кристабель не хватило совсем немного для достижения победы. Как показал пересчёт бюллетеней, она проиграла кандидату от Лейбористской партии лишь 775 голосов избирателей. Один из биографов Панкхёрст назвал этот проигрыш наиболее горьким разочарованием в жизни Эммелин. Вскоре Женская партия стала терять популярность и, в конце концов, прекратила своё существование.
Следствием многочисленных поездок Эммелин в Северную Америку стало её увлечение Канадой. Однажды она сказала в интервью, что «в Канаде гораздо больше равенства между мужчинами и женщинами, чем в любой другой стране мира, которую я знаю.» В 1922 году она подала ходатайство о получении разрешения на проживание в Канаде, что было необходимым условием для получения статуса так называемого «Британского подданного с канадским резидентством (домицилем)». С этой целью Панкхёрст сняла дом в Торонто, куда переехала вместе с четырьмя удочерёнными детьми. Там она принимала активное участие в деятельности Канадского национального совета по борьбе с венерическими заболеваниями, который, кроме всего прочего, боролся с двойными половыми стандартам, которые, по мнению Панкхёрст, были пагубными для женщин. В связи с этим интересный эпизод произошёл во время её поездки в Батерст. Мэр города показал Эммелин только что построенный дом, который должен был стать, по его словам, пристанищем для падших женщин, на что она ответила вопросом: «Ох! И где же ваш приют для падших мужчин?» Однако совсем скоро она устала от канадских зим, и у неё закончились деньги. Поэтому в 1925 году Панкхёрст уехала обратно в Англию.
По возвращении в Лондон Эммелин посетила Сильвия — они не виделись много лет. Их политические взгляды теперь различались ещё больше, чем раньше. Сильвия оставалась незамужней и сожительствовала вместе с итальянским анархистом. Она утверждала, что встреча с матерью началась проявлением семейной любви и теплоты, которые, однако, быстро сменились грустным чувством взаимного отчуждения. Правда, Мэри, одна из девушек, усыновлённых Панкхёрст, вспоминала эту встречу несколько иначе. Согласно её версии, Эммелин отложила свою чашку и молча вышла из комнаты, оставив Сильвию в слезах. Кристабель тем временем обратилась в адвентизм и посвящала большую часть своего времени церкви. Британская пресса иногда освещала такие разные жизненные пути людей, которые когда-то были нераздельной и монолитной семьей Панкхёрстов.
В 1926 году Эммелин вступила в Консервативную партию и уже через два года выдвинула свою кандидатуру на парламентских выборах в округе Уайтчеппел и Сейнт-Джордж. Подобное преобразование горячей сторонницы НЛП и изменение своего статуса на члена официальной Консервативной партии вызвало удивление у многих людей. По этому поводу Панкхёрст лаконично отмечала: «Мой опыт времен войны и пребывания по ту сторону Атлантики в корне изменили мои взгляды». Её биографы настаивают на том, что причины радикальных метаморфоз политических предпочтений Эммелин значительно сложнее, чем кажется на первый взгляд: в действительности она пыталась и дальше реализовывать программу расширения политических прав женщин и была верной идеям антикоммунизма. В то время как либералы и лейбористы чувствовали злобу и неприязнь к Панкхёрст из-за её работы против них в ЖСПС, Консервативная партия четыре раза одерживала победы на парламентских выборах в послевоенный период. Поэтому членство Эммелин Панкхёрст в Консервативной партии было продиктовано в равной мере как политической целесообразностью, так и идеологическими соображениями.

## Болезнь и смерть
Избирательная кампания Панкхёрст была отменена ухудшением состояния её здоровья и окончательным разрывом отношений с Сильвией. Годы многочисленных путешествий, политических туров, лекций, заключений и голодовок сыграли свою роль; переутомление и болезни стали неотъемлемой частью жизни Эммелин. Однако гораздо болезненнее стало известие о том, что Сильвия родила ребёнка вне брака. Она назвала сына Ричардом Кейром Петтиком Панкхёрстом в память сразу о нескольких людях: отце, друге-лейбористе и коллеге из ЖСПС соответственно. Эммелин была весьма поражена и тогда, когда прочитала в одной из американских газет, что Мисс Панкхёрст — обращение, которое обычно употреблялось в отношении Кристабель, — гордилась тем, что её ребёнок является триумфом евгеники, так как оба родителя были физически здоровыми и умными. В статье Сильвия также выразила своё убеждение в том, что замужество без регистрации брака является наиболее удобным и целесообразным выбором для эмансипированных женщин. Выпады против общественных ценностей, которые Панкхёрст весьма уважала, опустошили душу пожилой женщины; горечи ситуации добавляло и то, что сочетание «Мисс Панкхёрст» в газетном заголовке, по мнению большинства людей, касалось именно Кристабель, а не Сильвии. Узнав новость, Эммелин провела целый день рыдая, её парламентская кампания закончилась скандалом.
На склоне лет Панкхёрст переселилась в дом престарелых, который находился в Хампстеде. Она требовала, чтобы её лечил врач, который ухаживал за ней во время её голодовок. Тогда, в тюрьме, он прибегал к промыванию желудка, и Эммелин после этого чувствовала гораздо лучше, её же медсестры были уверены, что стресс от такого метода лечения может окончательно травмировать её, но Кристабель считала своим долгом выполнить волю матери. Однако до того, как можно было начинать процедуры, здоровье Панкхёрст резко ухудшилось, она уже находилась в критическом состоянии без всякой надежды на улучшение. Умерла она в возрасте 69 лет 14 июня 1928 года. Тело Панкхёрст покоится на Бромптонском кладбище в Лондоне.

## Оценка деятельности
Известие о смерти Эммелин Панкхёрст быстро разлетелась по всей Великобритании и Северной Америке. На её похороны, которые состоялись 18 июня, собралось немало бывших единомышленников из ЖСПС, а также других людей, кто так или иначе сотрудничал с ней. Издание Daily Mail сравнило похоронную процессию с «проводами умершего генерала армии в трауре». Женщины надели шарфы и ленты с символикой ЖСПС, а знамя организации сопровождал траурный кортеж вместе с флагом Великобритании. Кристабель и Сильвия появились на службе рядом. Сильвия взяла с собой ребёнка. Адела не приехала. Пресса во всём мире отдавала должное Эммелин за её неутомимую работу на благо суфражизма, несмотря на то, что далеко не все однозначно оценивали её вклад в общее дело. The New York Herald Tribune назвала Эммелин «наиболее выдающимся политическим агитатором начала XX века и главным героем борьбы за избирательные права женщин».

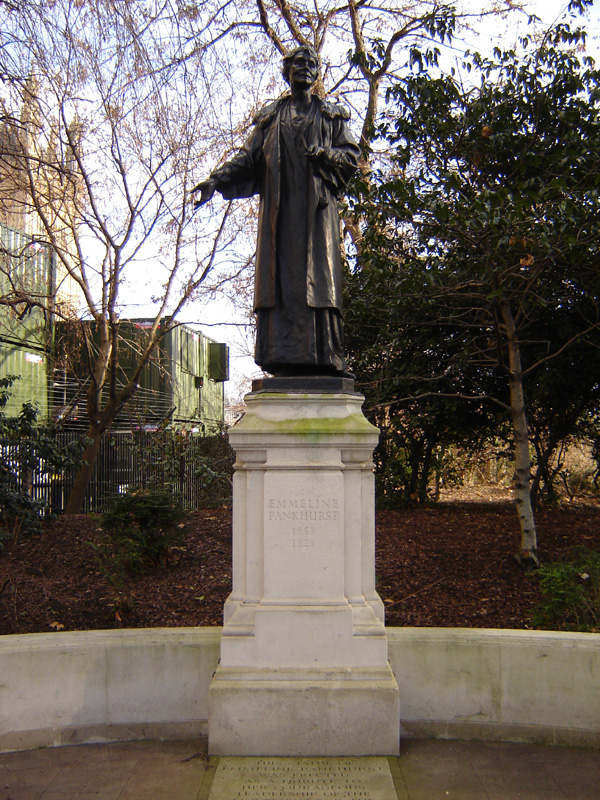
Памятник Панкхёрст был построен вскоре после её смерти, что отметила Нью-Йорк Таймс: «Хотя переход от мученичества к скульптурному чествованию является привычным явлением, но в случае с миссис Панкхёрст этот процесс был чрезвычайно скоротечным.»

Вскоре после похорон Панкхёрст Кэтрин Маршалл, одна из её телохранительниц времен ЖСПС, начала сбор средств на возведение мемориала. Довольно быстро удалось аккумулировать необходимые средства, и уже 6 марта 1930 года статуя Эммелин Панкхёрст была установлена в парке возле башни Виктории. Толпа радикалов, бывших суфражисток и государственных чиновников присутствовала на церемонии открытия памятника. Экс-премьер-министр Стэнли Болдуин, который презентовал публике мемориал, отметил: «Я не побоюсь ошибиться, если скажу, что бы там следующие поколения ни говорили про миссис Панкхёрст, она по праву заняла своё место в храме Славы, славы, звуча сквозь века». На торжествах из всех дочерей Эммелин присутствовала только Сильвия; Кристабель в то время осуществляла турне по Северной Америке, поэтому ограничилась телеграммой, которую зачитали собравшимся. При составлении сценария открытия памятника Кэтрин Маршалл преднамеренно лишила Сильвию возможности произнести речь, поскольку считала, что именно она ускорила смерть своей матери.
На протяжении XX века роль Эммелин Панкхёрст, которую она сыграла в суфражистском движении, составляла предмет острых дискуссий и споров, не способных породить конкретный консенсус среди историков. Так, в книгах Сильвии и Кристабель, где упоминается о деятельности матери, соответственно доминирует или пренебрежительный, или хвалебный тон. В 1931 году Сильвия опубликовала труд под названием «Суфражистское движение», где расценивала изменение политических позиций Панкхёрст в начале Первой мировой войны как предательство своей семьи (особенно отца) и собственно идей суфражизма. Эта книга заложила основу для дальнейших исторических исследований ЖСПС в духе социализма и активизма, а также закрепила за Эммелин Панкхёрст образ не в меру автократичного лидера. Кристабель в монографии «Раскрепощённые, или как мы получили избирательное право» («Unshackled: The Story of How We Won the Vote», 1959 год), наоборот, характеризует свою мать как слишком искреннего и бескорыстного человека, которая посвятила всю себя без остатка наиболее благородным делам. Кристабель на страницах книги постоянно защищает покойную Панкхёрст от нападок и критических замечаний Сильвии, таким образом продолжая эту поляризованную дискуссию. Собственно, большинству исследований, так или иначе касавшихся личности Эммелин Панкхёрст, всегда не хватало объективного анализа и трезвых, беспристрастных суждений.
Среди современных историков нет единодушия также и по поводу того, насколько полезным или же, наоборот, вредным для суфражизма был воинственный стиль деятельности Эммелин Панкхёрст, однако они в целом согласны, что именно эта активность лидера ЖСПС помогла привлечь внимание британского общества к проблемам гендерного равенства, в том числе и в политической сфере. Стэнли Болдуин сравнивал Панкхёрст с Мартином Лютером и Жан-Жаком Руссо — людьми, которые хотя и не олицетворяли собой общественные движения, в которых участвовали, однако играли ключевую роль в борьбе за социальные и политические преобразования. В случае с Панкхёрст такие преобразования происходили как сознательно, так и вне воли их инициатора. Так, не соглашаясь с ролью женщины и матери в качестве покорного спутника жизни, она прокладывала путь для феминисток, которые позже осуждали её поддержку империи и устоявшихся социальных ценностей.
Большое значение Эммелин Панкхёрст для Соединённого Королевства было ещё раз подтверждено в 1929 году, когда её портрет передали Национальной портретной галерее в Лондоне. В 1974 году BBC выпустила цикл телевизионных передач под названием «Бок о бок», где изображена жизнь Панкхёрст, роль которой сыграла валлийская актриса Шан Филлипс. В 1987 году в Манчестере был открыт Центр Панкхёрст — музей и место для женских собраний.

## Книги
Панкхерст Э. Моя жизнь. Записки суфражистки / пер. с анг. С.И. Цедербаум. — Москва ; Берлин: Директмедиа Паблишинг, 2021. — 240 с. — ISBN 978-5-4499-2009-6.

## Галерея

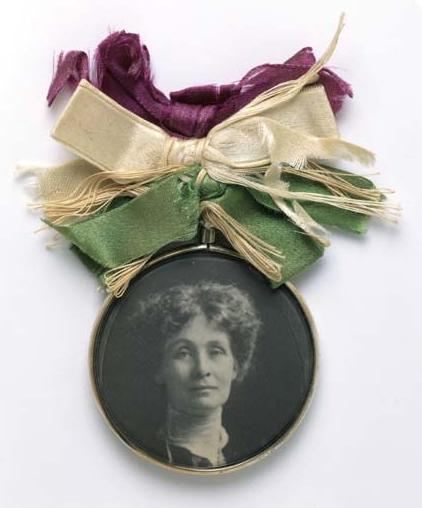
Значок с портретом Эммелин Панкгерст (1909), который распространялся ЖСПС с целью сбора средств для осуществления собственной деятельности (Лондонский музей)
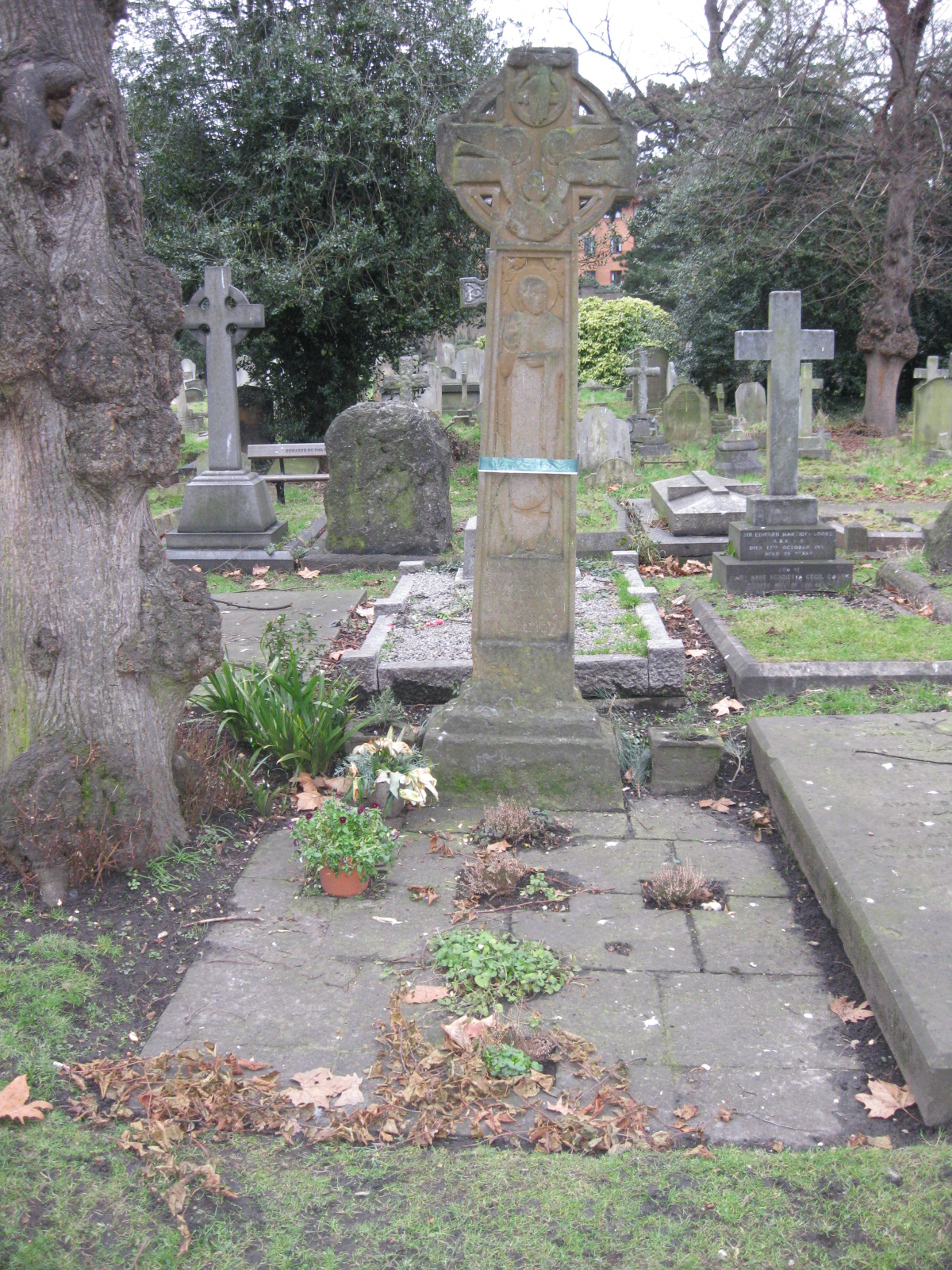
Могила Эммелин Панкхёрст на Бромптонском кладбище